# Громкость звука

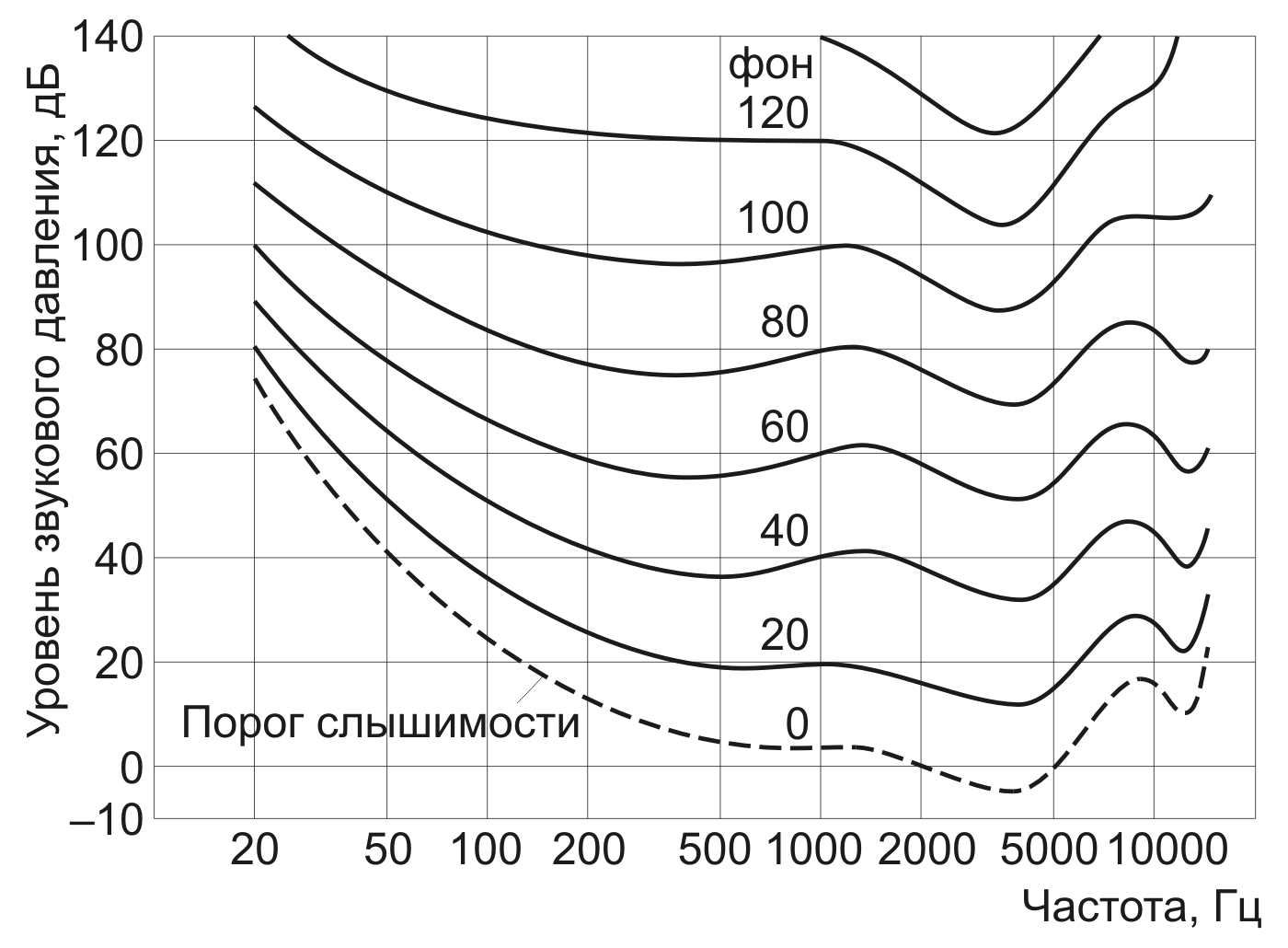
Зависимость уровня громкости от звукового давления и частоты. Кривые равной громкости Робинсона-Дадсона. ISO 226:1987

Гро́мкость зву́ка — субъективное ощущение звукового давления (интенсивности звука), которое позволяет располагать все звуки по шкале от тихих до громких. Громкость звука главным образом зависит от интенсивности звука, но также и от распределения энергии звуковых колебаний по шкале частот. Также на громкость звука влияют его локализация в пространстве, длительность воздействия, маскирующее действие других звуков и другие факторы.
Громкость звука сложным образом зависит от звукового давления, частоты и формы колебаний. При неизменной частоте и форме колебаний громкость звука растёт с увеличением звукового давления. При одинаковом звуковом давлении громкость синусоидальных звуков разной частоты различна — одинаковую громкость на разных частотах могут иметь звуки разной интенсивности.

## Оценка громкости

Кривые равной громкости ISO 226:2003. Для сравнения показана синим цветом кривая 40 фон ISO 226:1987

Для количественной оценки абсолютной громкости американским психологом Стэнли Стивенсом была предложена специальная единица сон. Громкость в 1 сон — это громкость чистого тона (синусоидального звука) с частотой 1000 Гц и уровнем звукового давления (УЗД) 40 дБ относительно опорного значения 20 мкПа.
Относительный уровень громкости принято оценивать в логарифмических единицах — фонах. Уровень громкости чистого тона с частотой 1000 Гц в фонах численно равен УЗД в децибелах.
На верхнем рисунке изображено семейство кривых равной громкости, называемых также изофонами. Они представляют собой стандартизированную (ISO 226:1987) зависимость УЗД от частоты при заданном уровне громкости. Изофона «0 фон», обозначенная пунктиром, характеризует порог слышимости звуков разной частоты для нормального слуха. Каждая кривая объединяет чистые тоны на разных частотах, одинаковые по громкости для слушателей в возрасте 18—20 лет.
Уточнённые стандартные кривые равной громкости (ISO 226:2003 Acoustics — Normal equal-loudness-level contours, IDT) в графическом и табличном виде представлены в ГОСТ Р ИСО 226—2009. Они получены по результатам 12 независимых исследований, проведённых в Дании, Германии и Японии в 1983—2002 годах. Кривые равной громкости построены по усредненным ощущениям людей с нормальным слухом в возрасте от 18 до 25 лет включительно.
При малом УЗД субъективная оценка уровня громкости сильно зависит от частоты — слух менее чувствителен к низким и высоким частотам. При большом УЗД низкие, средние и высокие звуки оцениваются по уровню громкости более равномерно. Характер кривых равной громкости показывает, что люди с нормальным слухом наиболее чувствительны к звукам в диапазоне частот 2500—4000 Гц.

## Влияние длительности и полосы частот звукового сигнала
| Звук                 | Уровень громкости, фон | Громкость, сон |
| -------------------- | ---------------------- | -------------- |
| Шёпот на 1 метр      | 20                     | 0,1            |
| Разговор на 1 метр   | 55…60                  | 3,1…4,4        |
| Средний шум на улице | 55…60                  | 3,1…4,4        |
| Шумное собрание      | 65…70                  | 6…8            |
| Шум аплодисментов    | 60…75                  | 4,4…11         |
| Шумная улица         | 75…80                  | 11…17          |
| Звук оркестра        | 80…100                 | 17…90          |

Ощущение громкости зависит от длительности звукового воздействия — при одинаковых частоте и интенсивности двух звуковых сигналов более короткий сигнал кажется менее громким. Очень короткий звуковой сигнал (менее 35 мс) большой интенсивности может не вызвать ощущения громкости, но способен повредить слуховую систему. При увеличении длительности звукового сигнала (с допустимой интенсивностью) ощущение громкости постепенно возрастает, пока длительность сигнала не достигнет величины приблизительно 100—200 мс.
Практика показывает, что широкополосный звуковой сигнал (речь, музыка, шум и другие так называемые сложные звуки) кажется громче, чем узкополосный сигнал или чистый тон с таким же уровнем звукового давления.